# مگس‌مرغ زنبورگرده‌ای
مگس‌مرغ زنبورگرده‌ای (نام علمی: Selasphorus heloisa) یک گونه مگس‌مرغ از خانوادهٔ مگس‌مرغان است. این گونه عمدتاً در مکزیک یافت می‌شود، اما به عنوان یک گونه سرگردان در ایالات متحده (آریزونا) دیده شده‌است. نام این گونه به زنبورهای گرده‌افشان (Bumblebee) اشاره دارد.

## ویژگی‌ها
این گونه با حدود ۷ تا ۷٫۵ سانتیمتر (۲٫۸ تا ۳٫۰ اینچ)، کوچک‌ترین پرنده‌ای است که در شمال آمریکای شمالی در مکزیک وجود داشته‌است. با وزن ۲٫۲ گرم (۰٫۰۷۸ اونس) یکی از کوچک‌ترین پرندگانی است که در جهان وجود دارد. زیستگاه طبیعی آن جنگل‌های کوهستانی نمناک نیمه‌گرمسیری یا گرمسیری است. مگس‌مرغ‌ها بین آوریل و جولای به شرایط زادآوری می‌رسند، اما ثبت‌ها نشان می‌دهد که آنها عمدتاً در طول زمستان (ژانویه تا فوریه) زادآوری می‌کنند. آشیانهٔ آن‌ها عمدتاً از خزه‌ها و گلسنگ‌ها و همچنین تکه‌های کوچک موهای مایل به قرمز و سایر دانه‌های مودار مانند دانه‌های بروملیاد کتاپسیس تشکیل شده‌است.